# Jean-Marc Fournel
Pour les articles homonymes, voir Fournel.
Jean-Marc Fournel, né le 9 décembre 1958 à Longwy, est un homme politique français, membre du Parti socialiste.

## Biographie
Successeur de Jean-Paul Durieux en 2006, Il est maire de Longwy de 2006 à 2008 et battant l'ancien député Édouard Jacque (Union des démocrates et indépendants) il est réélu le 30 mars 2014. Suppléant de Christian Eckert, il proclamé député de la septième circonscription de Meurthe-et-Moselle le 10 mai 2014 à la suite de la nomination de celui-ci au poste de secrétaire d'État au Budget dans le gouvernement Valls.

## Activités politiques
À la suite des attentats du 13 novembre 2015 à Paris, il co-signe dans le cadre de la loi de prolongation de l'état d'urgence un amendement présenté par la députée de Paris Sandrine Mazetier visant, contre l'avis du gouvernement, à rétablir la censure sur la presse, la radio, le cinéma et le théâtre.